# أرقطيون ديغني
أرقطيون ديغني (الاسم العلمي:Arctium degenii) هي نوع نباتي يتبع جنس الأرقطيون من فصيلة النجمية.